# 艾琳·里金
艾琳·里金（英語：Aileen Riggin，1906年5月2日—2002年10月17日），美国女子跳水、游泳运动员。她曾代表美国参加1920年和1924年夏季奥林匹克运动会，获得一枚金牌、一枚银牌和一枚铜牌。